# بدغة
بَدْغَة (الاسم العلمي Anguis)، جنس زواحف من العظائيات وتنتمي إلى فصيلة الحنجوفيات. جسمها أسطواني الشكل، عادم القوائم، سريع الانفصام والعطب. ثوبها إلى الطحلة الغبرا الفضية المواج. وهي تشبه الحية لكنها غير سامة وتفيد الزراعة. تعيش بين الحجارة وتحتها، تسرح في الليل قوتها الحشرات.